# フランクリン物語
『フランクリン物語』（Ben and Me）は1953年製作のアメリカ合衆国のアニメーション映画。

## 上映データ
| 公開日 上映時間 | 1953年（昭和28年）   | 11月10日             | アメリカ合衆国       | 21分                 |
| サイズ          | カラー               | スタンダード         |                      |                      |
| 同時上映        | 『砂漠は生きている』 | 『砂漠は生きている』 | 『砂漠は生きている』 | 『砂漠は生きている』 |

## キャスト
| 役名                       | 原語版声優               | 日本語吹き替え       | 日本語吹き替え |
| 役名                       | 原語版声優               | ポニー版・バンダイ版 | BVHE版         |
| -------------------------- | ------------------------ | -------------------- | -------------- |
| エイモス・マウス           | スターリング・ホロウェイ | 牛山茂               | 亀山助清       |
| ベンジャミン・フランクリン | チャーリー・ラグルス     | 江原正士             |                |
| トーマス・ジェファーソン   | ハンス・コンリード       |                      | 石塚運昇       |
| ウィリアム・キース         | ビル・トンプソン         | 内田稔               |                |
| 人間のガイド               | ビル・トンプソン         | 小山武宏             |                |
| ネズミのガイド             | スタン・フリーバーグ     | 後藤真寿美           |                |

## スタッフ
| 製作           | ウォルト・ディズニー、ロイ・O・ディズニー |
| 原作           | ロバート・ローソン |
| 脚本           | テッド・シアーズ、ビル・ピート、ウィンストン・ヒブラー、デル・コネル                                                                                                |
| 音楽           | オリバー・ウォレス |
| 作画監督       | オリー・ジョンストン、ジョン・ラウンズベリー、ウォルフガング・ライザーマン、レス・クラーク                                                                          |
| レイアウト     | ヒュー・ヘネシー、トール・パットナム、アル・ジンネン |
| 原画           | エリック・クレウォース、ヒュー・フレイザー、ジェリー・ハッチコック、ハル・キング、ドン・ラスク クリフ・ノードバーグ、ハーベイ・トゥームズ、マーヴィン・ウッドワード |
| エフェクト原画 | ジョージ・ロウレイ |
| 美術監督       | ケン・アンダーソン、クロード・コーツ |
| 背景           | ディック・アンソニー、アル・デンプスター、テルマ・ウィトマー |
| 監督           | ハミルトン・ラスク |

## 映像ソフト化
- （日本語）『とっておきの物語/ドナルドのさんすうマジック』（VHS）ブエナ・ビスタ・ホーム・エンターテイメント、2003年9月18日、該当時間: 61分。ASIN B0000AVSVS。